# Nahuelia
Nahuelia är ett släkte av insekter. Nahuelia ingår i familjen gräshoppor.
Kladogram enligt Catalogue of Life:
| Nahuelia | \| \| Nahuelia anthracina \| \| \| \| \| \| Nahuelia rubriventris \| \| \| \| |
|          | \| \| Nahuelia anthracina \| \| \| \| \| \| Nahuelia rubriventris \| \| \| \| |
|          | Nahuelia anthracina                                                           |
|          |                                                                               |
|          | Nahuelia rubriventris                                                         |
|          |                                                                               |